# 순천 코잇 선교사 가옥
순천 코잇 선교사 가옥(順川 코잇 宣敎師 家屋)은 대한민국 전라남도 순천시 매산동에 있는 일제강점기의 건축물이다. 2004년 12월 31일 대한민국의 등록문화재 제125호 '순천 구 선교사 코잇 가옥'으로 지정되었다가, 2005년 12월 27일 전라남도의 문화재자료 제259호로 재지정되었다.

## 개요
1910년대에 형성된 순천 선교촌에 남아 있는 2층 석조건물로, 1913년 건립되었고 코잇(Coit, Robert Thronwell, 한국명 고라복, ?-1932) 선교사와 관련이 있다. 이 가옥은 한국근대사회에서 전개된 기독교 선교활동의 한 모습을 보여주는 유구이다. 특히 목포와 광주에 이어 순천에서 이루어진 선교활동을 위한 선교사 가옥으로서 그 형태와 내용면에서 의미가 크다.
코잇 선교사가옥은 옛 순천 선교촌내 건물로 원상에서 다소의 변화가 있으나 가장 보존이 잘 된 것으로 기독교 전래사, 한국근대 초기역사에 있어서 중요한 건물 중 하나이며 건축학적인 측면에서도 가치가 있다.

## 등록문화재 지정사유
일제강점기 초기 미국남장로회가 추진한 한국남부지역 선교의 최종거점역할을 하던 순천선교단지의 코잇목사 사택으로 지역의 역사, 문화적 가치가 있다. 남향의 포치형 현관을 취한 전형적인 미국선교사사택의 특성을 보이면서도 지붕형태, 외관에서는 한양절충형의 특성을 보인다.

## 등록문화재 말소사유
2005.12.27일자로 전라남도 문화재자료 제259호로 지정

## 참고 자료
- 순천코잇선교사가옥 - 국가유산청 국가유산포털